# Yosuke Nozaki
Yosuke Nozaki (野崎 陽介 Nozaki Yosuke?), född 16 februari 1985 i Mie prefektur, är en japansk fotbollsspelare.
Nozaki började sin karriär 2007 i Sagan Tosu. 2010 flyttade han till Yokohama FC.